# رادوهیما
رادوهیما (به لاتین: Radohima) یک کوه در آلبانی است که در شهرستان شکودر واقع شده‌است. رادوهیما ۲٬۵۶۸ متر بالاتر از سطح دریا واقع شده‌است.